# Матушкіна Наталія Олександрівна
Наталія Олександрівна Матушкіна — українська вчена у галузях зоології, ентомології, функціональної морфології та порівняльної анатомії безхребетних, кандидат біологічних наук (2002), доцент кафедри екології та зоології Інституту біології Київського національного університету.
Авторка близько 60 публікацій, зокрема декількох посібників і монографій. Переважна більшість її статей опублікована в провідних міжнародних журналах. Станом на 2024 рік має одні з найвищих наукометричних показників серед зоологів України: індекс Гірша 12 у Scopus (353 цитування, 29 документів) і 16 у Google Scholar (597 цитувань).

## Життєпис
У 1997 році з відзнакою закінчила кафедру зоології біологічного факультету Київського національного університету. Протягом 1997-2000 років навчалася в аспірантурі там само. З 2001 року працює на кафедрі зоології КНУ. 2002 року захистила кандидатську дисертацію на тему «Морфо-функціональні характеристики яйцеклада бабок (Insecta, Odonata)» за спеціальністю «ентомологія» у вченій раді Інституту зоології НАН України (науковий керівник Ю. Г. Вервес). З 2006 року доцент кафедри зоології КНУ.

## Наукові дослідження
Ще зі студентських років почала на найвищому рівні досліджувати функціональну морфологію яйцекладу бабок, зокрема опублікувавши на цю тему кілька статей у співавторстві з відомим вченим-зоологом С. М. Горбом. На цю ж тему захистила кандидатську дисертацію. В подальшому основним напрямком наукових досліджень Н. О. Матушкіної була функціональна морфологія статевої системи різних груп комах, перш за все бабок. Вперше описала декілька невідомих раніше м'язів та інших структур, механізми функціювання та взаємодії багатьох структур у комах, тощо. Є провідним фахівцем в Україні у галузі функціональної морфології.
Також Н. О. Матушкіна займається фауністичними та екологічними дослідженнями бабок України, опублікувала на цю тему низку локальних статей і три визначника.
Хоча основні дослідження Н. О. Матушкіної не стосуються таксономії, вона є ентомологом широкого профілю, у 2009 році в журналі Zootaxa описала новий для науки вид жуків з Південної Африки — Cis pickeri.

## Викладацька діяльність
У Київському національному університеті читала або продовжує читати курси «Ентомологія», «Зоологія безхребетних», «Порівняльна анатомія безхребетних», «Порівняльна анатомія тварин», «Еволюційна морфологія тварин», «Методичні засади зоології», «Сучасні методи досліджень зоологічних об'єктів» та інші.

## Деякі найважливіші публікації

### Наукові статті
- Матушкина Н. А., Горб С. Н. Скелетно-мышечная организация яйцеклада эндофитного типа у стрекоз (Odonata) // Вестник зоологии. – 1997. – 31 (5-6). – С. 57–70.
- Matushkina N., Gorb S. Stylus of the odonate endophytic ovipositor: a mechanosensory organ controlling egg positioning // Journal of Insect Physiology. – 2001. – 48 (2). – P. 213–219.
- Матушкина Н. А. Сравнительная морфология яйцекладов некоторых равнокрылых стрекоз // Вестник зоологии. – 2004. – 38 (3). – C. 53–66.
- Matushkina N., Gorb S. Mechanical properties of the endophytic ovipositor in damselflies (Zygoptera, Odonata) and their oviposition substrates // Zoology[en]. – 2007. – Vol. 110. – P. 167–175.
- Matushkina N. A.  The ovipositor of the relic dragonfly Epiophlebia superstes: a morphological re-examination (Odonata: Epiophlebiidae) // International Journal of Odonatology. – 2008. – 11 (1). – P. 71–80.
- Matushkina N. Skeletomuscular development of genital segments in the dragonfly Anax imperator (Odonata, Aeshnidae) during metamorphosis and its implications for the evolutionary morphology of the insect ovipositor // Arthropod Structure & Development. – 2008. – 37 (4). – P. 321–332.
- Lopes-Andrade C., Matushkina N., Buder G., Klass K.-D. Cis pickeri sp. nov. (Coleoptera: Ciidae) from Southern Africa // Zootaxa. – 2009. – 2117. – P. 56–64.
- Matushkina N. A. Integumentary 'rosette-like structures' in Microcoryphia and Zygentoma (Insecta): SEM morphological and topographic surveys // Entomological Science. – 2010. – 13. – P. 392–407.
- Matushkina N. A., Lambret P. H. Ovipositor morphology and egg laying behaviour in the dragonfly Lestes macrostigma (Zygoptera: Lestidae) // International Journal of Odonatology. – 2011. – 14 (1). – P. 69–82.
- Matushkina N. A., Klass K.-D. Morphology of female external genitalia in Phenes raptor (Odonata: Petaluridae) // International Journal of Odonatology. – 2011. – 14 (3). –  P. 199–215.
- Matushkina N. A. Morphology of exophytic ovipositors in dragonflies (Odonata: Gomphidae, Corduliidae, Libellulidae), with particular reference to ovipositor muscles and sensilla // International Journal of Odonatology. – 2011. – 14 (3). –  P. 233–248.
- Matushkina N. A. Sting microsculpture in the digger wasp Bembix rostrata (Hymenoptera, Crabronidae) // Journal of Hymenoptera Research. – 2011. – 21. – P. 41–52.
- Matushkina N. A., Riasanov S. V., Shyriaieva D. V., Gorobchishin V. A., Gumovsky A. V. Tritrophic association on dandelion in a European capital city: a pilot quantitative study on the herbivore weevil Glocianus punctiger and its parasitoid wasp Entedon costalis // Urban Ecosystems. – 2016. – 19 (3). – P. 1119–1130
- Matushkina N., Lambret P., Gorb S. Keeping the Golden Mean: Plant stiffness and anatomy as proximal factors driving endophytic oviposition site selection in a dragonfly // Zoology[en]. – 2016. – 19 (6). – P. 474–480.
- Matushkina N. A., Stetsun H. A. Morphology of the sting apparatus of the digger wasp Oxybelus uniglumis (Linnaeus, 1758) (Hymenoptera, Crabronidae), with emphasis on intraspecific variability and behavioural plasticity // Insect Systematics & Evolution. – 2016. – 47 (4). – P. 347–362.
- Matushkina N. A., Buy D., Lambret P. Egg clutch patterning in Lestes virens (Odonata, Lestidae) with evolutionary emphasis on endophytic oviposition in lestid dragonflies // Insect Science. – 2016. – 23 (6). – P. 893–902.
- Matushkina N. A. Ovipositor setation in oldest insects (Insecta: Archaeognatha) revealed by SEM and He-ion microscopy // Micron[en]. – 2017. – 101. – P. 138–150.

### Монографії та довідники
- Матушкіна Н. О., Хрокало Л. А. Визначник бабок (Odonata) України: личинки та екзувії. — Київ: Фітосоціоцентр, 2002. — 72 с.
- Матушкіна Н. О. Бабки (Odonata) Канівського природного заповідника. Стислий визначник личинок і екзувіїв. — Київ: КНУ, 2014. — 16 с.
- Матушкіна Н. Бабки (Odonata) Центральної України. Польовий атлас-визначник найпоширеніших видів. — Київ: Талком, 2020. — 104 с.

### Посібники
- Матушкіна Н. О. Порівняльна анатомія безхребетних. Сегментація евтрохофорних тварин. — Київ: КНУ, 2013. — 47 с.
- Матушкіна Н. О. Зоологія. Частина 1: Зоологія безхребетних. Методичні рекомендації до практичних занять. — Київ: КНУ, 2018. — 66 с.
- Матушкіна Н. О. Зоологія. Частина 1: Зоологія безхребетних. Робочий зошит для практичних занять. — Київ: КНУ, 2019. — 101 с.
- Мякушко С. А., Матушкіна Н. О. Зоологія. Частина 2: Зоологія хордових. Методичні рекомендації до практичних занять. — Київ: КНУ, 2020. — 63 с.
- Матушкіна Н. О. Ентомологія: курс лекцій. — Київ: КНУ, 2020. — 111 с.
- Матушкіна Н. О. Методичні рекомендації до проведення польової практики з використанням платформи iNaturalist. — Київ: КНУ, 2022. — 18 с.